# Savannah (Georgia)
Savannah is een stad in de Amerikaanse staat Georgia en telt 145.674 inwoners (2015). Het is de 162e stad in de Verenigde Staten (2000). De oppervlakte bedraagt 193,4 km², waarmee het de 95e stad is.
De stad werd in 1733 gesticht door een groep Engelse kolonisten onder leiding van generaal James Oglethorpe, en was de eerste hoofdstad van de kolonie Georgia.

## Demografie
Van de bevolking is 13,3 % ouder dan 65 jaar en bestaat voor 31,4 % uit eenpersoonshuishoudens. De werkloosheid bedraagt 4,5 % (cijfers volkstelling 2000).
Ongeveer 39 % van de bevolking is blank, 2,2 % bestaat uit hispanics en latino's, 57,1 % is van Afrikaanse oorsprong en 1,5 % van Aziatische oorsprong.
Het aantal inwoners daalde van 137.628 in 1990 naar 131.510 in 2000.

## Klimaat
In januari is de gemiddelde temperatuur 9,4 °C, in juli is dat 27,7 °C. Jaarlijks valt er gemiddeld 1250,2 mm neerslag (gegevens op basis van de meetperiode 1961-1990).

## Bezienswaardigheden
In het SCAD Museum of Art bevindt zich de Walter O. Evans Collection of African American Art, een van de grootste verzamelingen Afro-Amerikaanse kunst van de Verenigde Staten.

## Tybee-bom
Op 5 februari 1958 werd in een moerassig gebied van het nabij gelegen eiland Tybee, de zogenoemde Tybee-bom gedropt.

## Trivia
- Midnight in the garden of good and evil, een non-fictievertelling van John Berendt, speelt zich af in Savannah.

## Plaatsen in de nabije omgeving
De onderstaande figuur toont nabijgelegen plaatsen in een straal van 12 km rond Savannah.

## Geboren in Savannah
- John Charles Frémont (1813-1890), militair, ontdekkingsreiziger en politicus
- Ellen Wilson (1860-1914), eerste vrouw van Woodrow Wilson en first lady van 1913 tot aan haar dood
- Conrad Aiken (1889-1973), schrijver
- Miriam Hopkins (1902-1972), actrice
- Johnny Mercer (1909-1976), songwriter, componist en zanger
- Alicia Rhett (1915-2014), actrice
- Matthew Southall Brown (1922), dominee[2]
- Flannery O'Connor (1925-1964), schrijfster
- James Moody (1925-2010), jazzmusicus en jazzcomponist
- Jason Morgan (1935-2023), geofysicus
- Stacy Keach (1941), acteur
- Blaine Hammond (1952), astronaut
- Diana Scarwid (1955), actrice
- Raphael Warnock (1969), Democratisch politicus
- Big Boi (1975), rapper (OutKast)

## Externe links

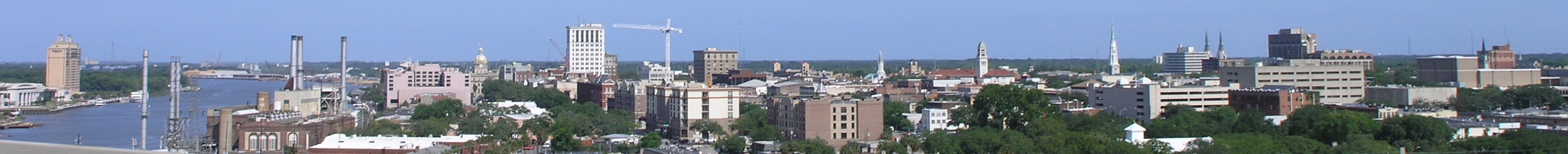
Skyline van Savannah